# Kōsei Tanaka
Kōsei Tanaka (田中 恒成, Tanaka Kōsei) est un boxeur japonais né le 15 juin 1995 à Tajimi.

## Carrière
Passé professionnel en 2013, il devient à seulement 18 ans champion d'Asie OPBF des poids pailles le 30 avril 2014 puis remporte le titre vacant de champion du monde WBO de la catégorie lors de son 5e combat en dominant aux points Julian Yedras le 30 mai 2015. Tanaka conserve son titre le 31 décembre 2015 en battant par KO à la 6e reprise Vic Saludar puis le laisse vacant en avril 2016.
Le 31 décembre 2016, il bat par arrêt de l'arbitre au 5e round Moises Fuentes et remporte le titre vacant de champion WBO des poids mi-mouches. Il domine ensuite aux points Angel Acosta le 20 mai 2017 et Rangsan Chayanram par arrêt de l'arbitre au 9e round le 13 septembre 2017.
Tanaka laisse son titre vacant le 1er décembre 2017 pour boxer en poids mouches et devient champion du monde WBO de cette catégorie le 24 septembre 2018 après sa victoire aux points contre son compatriote Sho Kimura. Il confirme cette victoire le 16 mars 2019 face à Ryoichi Taguchi puis contre Jonathan Gonzalez le 24 août 2019 et Wulan Tuolehazi le 31 décembre 2019 avant de laisser à nouveau sa ceinture vacante le 4 février 2020.
Le boxeur japonais subit sa première défaite dans les rangs professionnels le 31 décembre 2020 en s'inclinant par arrêt de l'arbitre au 8e round de son combat face à son compatriote Kazuto Ioka, champion WBO des poids super-mouches. Il remporte toutefois ce titre, devenu entre-temps vacant, le 24 février 2024 aux dépens de Christian Bacasegua Rangel mais il le perd dès le combat suivant aux points contre Phumelele Cafu le 14 octobre 2024.